# Грейсън (окръг, Вирджиния)
Окръг Грейсън (на английски: Grayson County) е окръг в щата Вирджиния, Съединени американски щати. Площта му е 1155 km², а населението - 17 917 души (2000). Административен център е град Индипендънс.